# Astrolabi d'al-Sahlî
L'astrolabi d'as-Sahlí és una peça que forma part de l'art islàmic andalusí i que data de l'època de la Taifa de Toledo, una de les taifes de l'Àndalus que sorgeix de la descomposició del Califat de Còrdova en 1035 i finalitza amb la conquesta cristiana el 1085 i, que en el moment de construcció de l'astrolabi estava governada per Yahya ibn Ismaïl al-Mamun, de la dinastia dels Banu Dhi-n-Nun, que va ser rei de la taifa toledana entre 1043 i 1075. L'astrolabi es conserva al Museu Arqueològic Nacional d'Espanya a Madrid amb el num. d'inventari 50762.

## Descripció

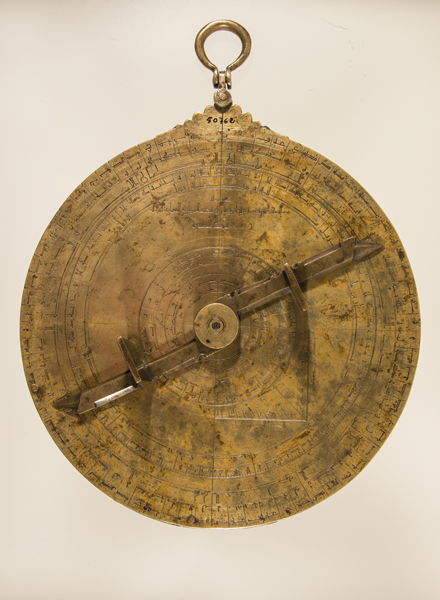
Astrolabi.

L'astrolabi d'as-Sahlí, instrument que permet determinar les posicions de les estrelles sobre la volta del cel, com a calendari i com a rellotge. Va ser fabricat a la ciutat de Tulàytula, l'actual Toledo, pel savi Ibrahim ibn Saïd as-Sahlí l'any 1067, i destaca per la peculiaritat del seu funcionament, que no s'assembla al d'altres astrolabis fabricats a la seva època.
La paraula astrolabi significa etimològicament ‘el que cerca estrelles' i és d'origen grec (ἄστρον, ‘estrella’, i λάβιον, del verb λαμβάνω, ‘prendre’, ‘agafar’). Conté inscripcions cúfiques que indiquen la data i el lloc de la seva construcció.
L'astrolabi serveix per a un total d'onze latituds, deu d'elles mitjançant les cinc làmines gravades per ambdues cares i l'onzena gravada en el fons de la caixa «mare». Les latituds són les següents:
- Làmina 1a: latitud 22º (Meca)
- Làmina 1b: latitud 25º (Medina)
- Làmina 2a: latitud 30º (el Caire i altres ciutats de latitud similar)
- Làmina 2b: latitud 38º 20' (Còrdova, Múrcia i altres ciutats)
- Làmina 3a: latitud 32º (Kufra i altres ciutats de latitud similar)
- Làmina 3b: latitud 37º 30' (Sevilla, Màlaga, Granada i altres ciutats)
- Làmina 4a: latitud 33º 10' (Bagdad, Damasc, Fez i altres ciutats)
- Làmina 4b: latitud 36º 30' (Almeria, Algesires i altres ciutats)
- Làmina 5a: latitud 39º 52' (Toledo, Madrid i altres ciutats)
- Làmina 5b: latitud 41º 30' (Saragossa, Calataiud i altres ciutats)
- Fons de la «mare»: latitud 35º 30' (Mossul, Ceuta i altres ciutats)